# Louis Cozolino
Louis John Cozolino (* 16. April 1953 in New York City) ist ein US-amerikanischer klinischer Psychologe, Psychotherapeut und Inhaber eines Lehrstuhls an der Pepperdine University in Kalifornien.
Cozolino verfügt über Studienabschlüsse in Theologie und Philosophie von der Harvard University und der State University of New York und promovierte in klinischer Psychologie an der University of California, Los Angeles (UCLA). Cozolino publizierte zahlreiche Artikel und vier Bücher, die alle bei WW Norton & Company in New York City erschienen sind.
Er forscht zu Schizophrenie, Kindesmissbrauch und den Langzeitfolgen von Stress, und er befasst sich intensiv mit den Neurowissenschaften und ihrer Wirkung auf und ihre Bedeutung für die Psychotherapie.
Zusätzlich zu seiner Lehr- und Forschungstätigkeit führt Louis Cozolino auch eine Privatpraxis in Beverly Hills.

## Werke
Originalausgaben
- (2002): The Neuroscience of Psychotherapy: Building and Rebuilding the Human Brain.
- (2004): The Making of a Therapist: A Practical Guide for the Inner Journey.
- (2006): The Neuroscience of Human Relationships: Attachment and the Developing Social Brain.
- (2008): The Healthy Aging Brain: Sustaining Attachment, Attaining Wisdom.

Deutschsprachige Ausgaben
- (2007): Die Neurobiologie menschlicher Beziehungen.VAK-Verlag, Kirchzarten bei Freiburg. ISBN 978-3-86731-001-7
- (2009): Das Herz der Psychotherapie. Arbor-Verlag, Freiamt. ISBN 978-3-936855-87-6